# Monts (Oise)
Monts ist eine französische Gemeinde mit 187 Einwohnern (Stand 1. Januar 2022) im Département Oise in der Region Hauts-de-France. Die Gemeinde liegt im Arrondissement Beauvais und ist Teil der Communauté de communes des Sablons und des Kantons Chaumont-en-Vexin.

## Geographie
Die Gemeinde mit dem Ortsteil Gypseuil liegt südlich des Canal de Marquemont, der zum Flusssystem der Troësne gehört, nördlich einer Höhenstufe, rund acht Kilometer westsüdwestlich von Villeneuve-les-Sablons.
| 1962 | 1968 | 1975 | 1982 | 1990 | 1999 | 2006 | 2011 |
| ---- | ---- | ---- | ---- | ---- | ---- | ---- | ---- |
| 90   | 96   | 135  | 161  | 148  | 172  | 165  | 205  |

## Verwaltung

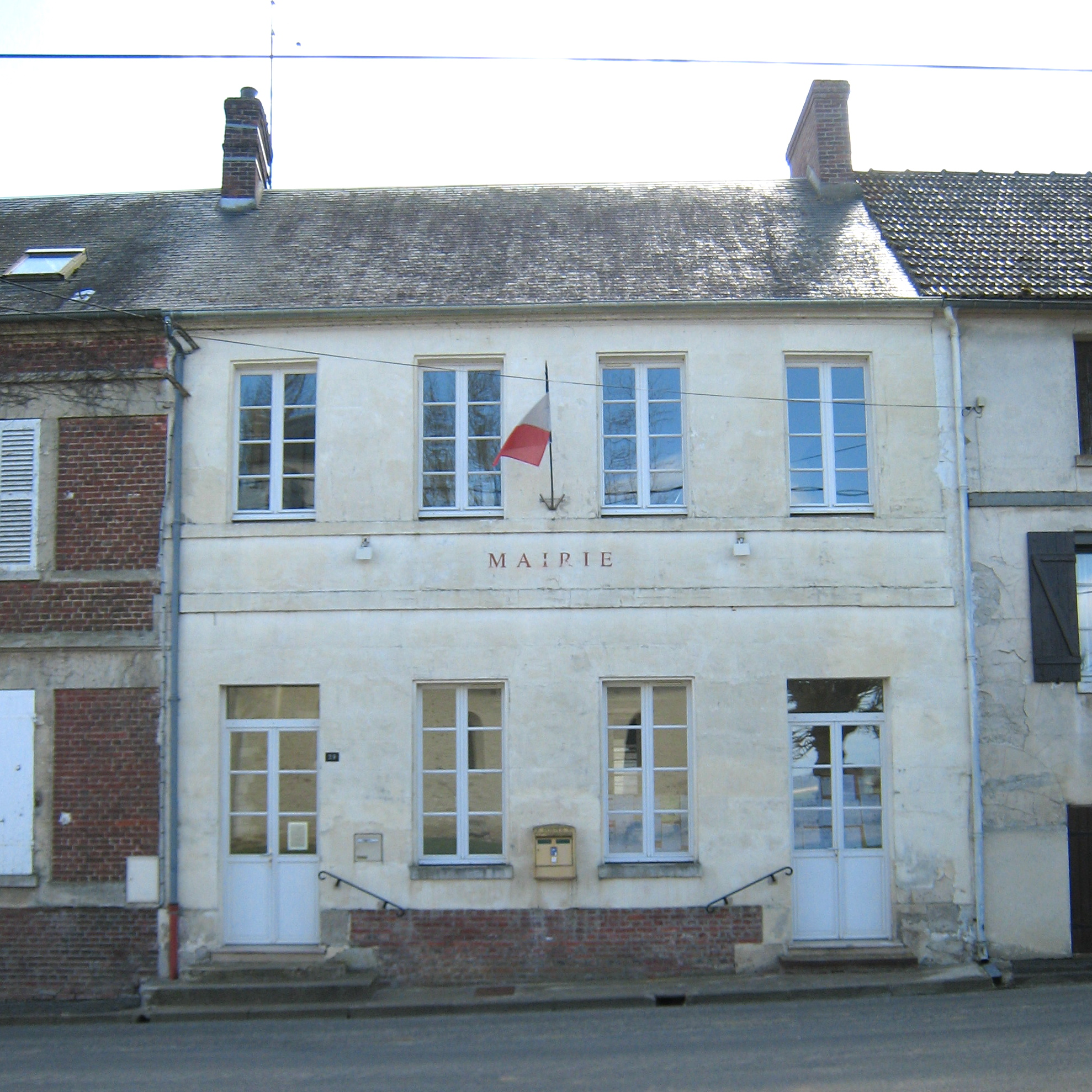
Mairie Monts

Bürgermeister (maire) ist seit 2001 Didier Bouilliant.

## Sehenswürdigkeiten
- Im Ursprung romanische Kirche Saint-Étienne[1]